# Krzyżowiec (województwo wielkopolskie)
Krzyżowiec (niem. do 1918 r. Neu Anhalt)– osada leśna w Polsce położona w województwie wielkopolskim, w powiecie leszczyńskim, w gminie Włoszakowice, na południowym skraju Przemęckiego Parku Krajobrazowego.
W latach 1975–1998 miejscowość administracyjnie należała do województwa leszczyńskiego.